# Liste des seigneurs de Montpellier
Ceci est une liste des seigneurs de Montpellier. 
La seigneurie de Montpellier voit le jour le 26 novembre 985, lorsque le comte Bernard II de Melgueil octroie au chevalier Guilhem en échange de son dévouement, l'ancien territoire situé entre l'antique voie domitienne, le Lez et la Mosson. Ses héritiers construiront sur leur nouveau fief un véritable bourg fortifié, doté d'un château et d'une chapelle qui deviendra la ville de Montpellier. Cet acte fondateur est conservé dans le cartulaire des seigneurs de Montpellier, attestant de son importance aux yeux des membres de la lignée des Guilhem.

## Maison de Montpellier (dynastie des Guilhem)

Les armes des seigneurs de Montpellier, « d'argent au tourteau de gueules »

- 985 - vers 1025 : Guilhem Ier de Montpellier
- vers 1025 - vers 1059 : Guilhem II de Montpellier, neveu du précédent, fils de Bérenger (ou de Bernard) de Montpellier.
- vers 1059 - vers 1068 : Guilhem III de Montpellier, fils du précédent.
- vers 1068 - 1085 : Bernard Guilhem IV de Montpellier, frère du précédent.
- 1085 - 1122 : Guilhem V de Montpellier, fils du précédent.
- 1122 - 1162 : Guilhem VI de Montpellier, fils du précédent, redoutable guerrier qui « las du tumulte des armes et revenu des illusions de ce monde, embrassa, en l'an 1149 [...] la vie monastique et [...] devint un modèle de religion et de piété »[2]
- 1162 - 1173 : Guilhem VII de Montpellier, fils du précédent.
- 1173 - 1202 : Guilhem VIII de Montpellier, fils du précédent, frère aîné de Guy de Montpellier, refondateur de l'Ordre des Hospitaliers du Saint-Esprit.
- 1202 - 1204 : Guilhem IX de Montpellier, fils du précédent.
- 1204 - 1213 : Marie de Montpellier (sœur aînée du précédent) et son époux Pierre II, roi d'Aragon, comte de Roussillon et de Cerdagne.

## Maison d'Aragon (Aragon-Catalogne-Majorque)

Les armes de la Maison d'Aragon, « d'or à quatre pals de gueules »

- 1213 - 1276 : Jacques Ier le Conquérant, roi d'Aragon, de Valence et de Majorque, comte de Barcelone et seigneur de Montpellier. Fils de Marie de Montpellier et de Pierre II d'Aragon.
- 1276 - 1311 : Jacques II, roi de Majorque, comte de Roussillon et de Cerdagne et seigneur de Montpellier.
- 1311 - 1324 : Sanche Ier, roi de Majorque, comte de Roussillon et de Cerdagne et seigneur de Montpellier.
- 1324 - 1349 : Jacques III, dernier roi indépendant de Majorque, comte de Roussillon et de Cerdagne et seigneur de Montpellier, neveu du roi Sanche et fils de l'infant Ferdinand de Majorque, prince de Morée. En 1349, il vend la seigneurie de Montpellier au roi de France Philippe VI : Montpellier devient possession de la couronne de France.